# Agà-Batir
Agà-Batir (en rus: Ага-Батыр) és un poble (un possiólok) del krai de Stàvropol, a Rússia, que en el cens del 2010 tenia 1.226 habitants. Pertany al districte rural de Kurskaia.